# Cordulegaster maculata
Cordulegaster maculata är en trollsländeart som beskrevs av Selys 1854. Cordulegaster maculata ingår i släktet Cordulegaster och familjen kungstrollsländor. Inga underarter finns listade i Catalogue of Life.

## Bildgalleri

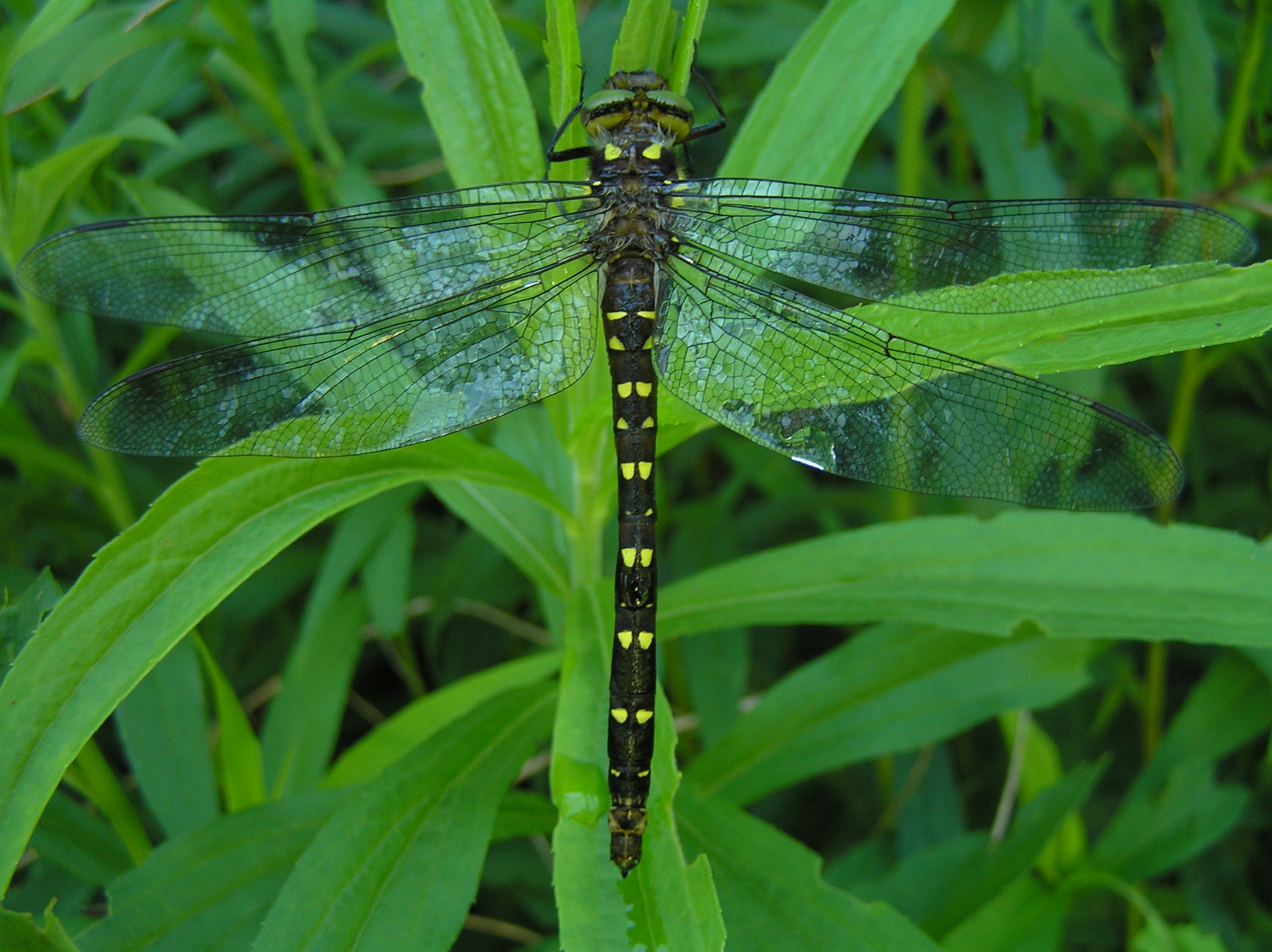
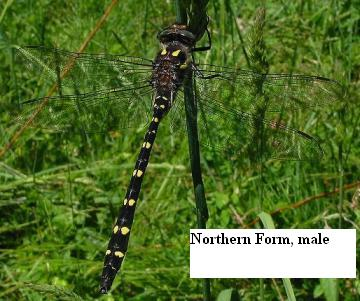